# 福港站
福港站位于中华人民共和国江西省景德镇市浮梁县蛟潭镇，是皖赣铁路上的火车站。车站建于1981年，1984年投入营运，站房面积406平方米。福港站由南昌铁路局上饶车务段管辖，目前不办理客货运业务，但每日有一对来往景德镇和营里的通勤列车在该站办理乘降业务。